# السمنة في أستراليا

نسبة البالغين الذين يعانون من السمنة، من عام 1975 إلى 2016

وفقًا لإحصائيات عام 2007 الصادرة عن منظمة الصحة العالمية (WHO)، تحتل أستراليا المرتبة الثالثة من حيث انتشار البالغين الذين يعانون من زيادة الوزن في العالم الناطق بالإنجليزية. تُعتبر السمنة في أستراليا "وباءً" يتزايد "بمعدل مُتسارع".
وقد وجدت المجلة الطبية الأسترالية أن السمنة في أستراليا تضاعفت أكثر من الضعف في العقدين السابقين لعام 2003، وقد تمت مقارنة الارتفاع غير المسبوق في السمنة بالأزمة الصحية نفسها في أمريكا. ويُعزى ارتفاع معدلات السمنة إلى العادات الغذائية السيئة في البلاد، والتي ترتبط ارتباطًا وثيقًا بتوفر الوجبات السريعة منذ سبعينيات القرن الماضي، بالإضافة إلى أنماط الحياة قليلة النشاط وانخفاض نسبة القِوى العاملة.

## تصنيف السمنة
| التصنيف           | مؤشر كتلة الجسم |
| ----------------- | --------------- |
| نقص في الوزن      | < 18.50         |
| النطاق الطبيعي    | 18.50-24.99     |
| زيادة في الوزن    | >25.00          |
| السمنة من الفئة 1 | 30–34.99        |
| السمنة من الفئة 2 | 35–39.99        |
| السمنة من الفئة 3 | > 40.00         |

يتم قياس الوزن باستخدام مقياس مؤشر كتلة الجسم، والذي يُحدد بقسمة الوزن بالكيلوغرام على مربع الطول بالمتر. إذا كان الشخص يعاني من زيادة في الوزن، فسيكون مؤشر كتلة جسمه 25 أو أكثر. أما إذا كان مصابًا بالسمنة، فسيكون مؤشر كتلة جسمه 30 أو أكثر.

## انتشار السمنة في السكان الأستراليين
اعتبارًا من عام 2017، فإن 8% من الأطفال و28% من البالغين في أستراليا يعانون من السمنة.

### الملخص الديموغرافي

#### كوينزلاند
| المدينة أو المنطقة | ٪ من السكان الذين يعانون من زيادة الوزن أو السمنة |
| ------------------ | ------------------------------------------------- |
| ماكاي              | 83.4%                                             |
| فيتزوي             | 73.1%                                             |
| وايد باي بيرنيت    | 70.1%                                             |
| تاونسفيل           | 64.6%                                             |
| توومبا             | 63.3%                                             |
| بريزبان            | 62.9%                                             |
| غولد كوست          | 61.6%                                             |
| صن شاين كوست       | 60.3%                                             |
| دارلينغ داونز      | 59.0%                                             |
| كيرنز              | 51.5%                                             |
| كوينزلاند          | 64.3%                                             |
| المصدر             |                                                   |

### البالغون الأستراليون
في دراسة نشرت في عام 2015 من قبل المجلة الأمريكية للاقتصاد والبيولوجيا البشرية، وُجد أن السمنة لها أكبر تأثير على الرجال الذين تزيد أعمارهم عن 75 عامًا، والنساء الذين تتراوح أعمارهم بين 60 و 74.
في عام 2005، أجريت دراسة من قبل المكتب الأسترالي للإحصاءات التي قارنت نتائج دراسة استقصائية 2004-2005 مع تلك التي تم إجراؤها في السنوات الـ 15 السابقة. أظهرت النتائج زيادة في عدد ونسبة البالغين الذين يعانون من زيادة الوزن أو السمنة. خلال الدراسات الاستقصائية الأربعة، زاد عدد البالغين الذين يعانون من زيادة الوزن أو السمنة من 4.6 مليون في 1989-1990 إلى 5.4 مليون في عام 1995، و 6.6 مليون في عام 2001، و 7.4 مليون في 2004-2005.
في عام 2007، وجدت منظمة الصحة العالمية أن 67.4 ٪ من البالغين الأستراليين يعانون من زيادة الوزن، في المرتبة 21 في العالم، والثالثة في البلدان الرئيسية في العالم الناطق بالإنجليزية، وراء الولايات المتحدة (في المرتبة التاسعة) ونيوزيلندا (في المرتبة 17). وجدت دراسة منظمة الصحة العالمية عام 2005 أن ما يزيد قليلاً عن 20 ٪ من البالغين الأستراليين يعانون من السمنة المفرطة، ارتفع هذا العدد إلى حوالي 29 إلى 30 ٪ يعانون من السمنة المفرطة في عام 2017.
في المسح الوطني للصحة لعام 2005، أفاد 53.6 ٪ من الأستراليين عن زيادة الوزن بنسبة 18 ٪ في فئة "السمنة المفرطة". ارتفعت هذه الأرقام إلى 65 ٪ من زيادة الوزن و 29 ٪ من السمنة المفرطة في عام 2016. هذا هو ضعف عدد الإبلاغ عن عام 1995 تقريبًا، عندما كان 30 ٪ من البالغين يعانون من زيادة الوزن و 11 ٪ كانوا يعانون من السمنة المفرطة. ستكون هذه التمثيلات منحرفة نحو الأسفل، حيث يميل الناس إلى المبالغة في تقدير طولهم والتقليل من وزنهم، وهما المعياران الرئيسيان لتحديد قراءة مؤشر كتلة الجسم. في المسح الوطني للصحة، كانت تقارير السمنة شائعة إلى حد كبير عبر جميع المناطق، دون وجود استثناءات كبيرة. كانت ولاية فيكتوريا تسجل أدنى معدل للسمنة بنسبة 17.0% من السكان، في حين كانت ولاية جنوب أستراليا تسجل أعلى الأرقام بنسبة 19.6%. بحلول عام 2014، سجلت كانبرا معدل سمنة بلغ 25%، مما وضع ضغطًا كبيرًا على البنية التحتية الصحية المتقدمة في العمر.
في دراسة أجرتها جمعية السمنة، بين عامي 2001 و2025، من المتوقع أن تنخفض نسبة البالغين الذين يتمتعون بوزن صحي طبيعي من 40.6% إلى 22.9%. وفي الوقت نفسه، من المتوقع أن ترتفع نسبة السمنة من 20.5% إلى 33.9%. كما يُقدر أنه بحلول الوقت الذي يصل فيه الأشخاص الذين تتراوح أعمارهم بين 25 و29 عامًا في عام 2000 إلى سن 60-64 (في عام 2040)، سيكون أكثر من ثلثهم يعانون من السمنة.
أظهرت دراسة حديثة استنادًا إلى أرقام من المسح الوطني للصحة و/أو المسح الصحي الأسترالي أن نسبة زيادة الوزن والسمنة ارتفعت من 56.3% في عام 1995 إلى 61.2% في عام 2007–2008، ثم إلى 62.8% في عام 2011–2012. ويُعزى ذلك في الغالب إلى زيادة مستوى السمنة من 18.7% إلى 27.5% خلال هذه الفترة، مع بقاء نسبة البالغين الذين يعانون من زيادة الوزن مشابهة (35.3–37.6%). وتدعو الدراسة إلى اتخاذ تدابير صحية وقائية موجهة حسب الجنس ووفقًا للحرمان الاجتماعي داخل المجتمعات.
تمت المعايرة العمرية للمسح الصحي الأسترالي 2011-2012 في دراسة حديثة أظهرت أن 28.3% من البالغين الأستراليين يعانون من السمنة، بينما يعاني 63.4% من البالغين من زيادة الوزن أو السمنة. وأظهر تحليل لاحق نشر في 2016 أن السمنة وزيادة الوزن معًا كانا ثاني أكبر مساهم في عبء المرض في أستراليا إلا أن فحص وتسجيل مقاييس السمنة وزيادة الوزن في الرعاية الصحية الأولية، وخاصة في المناطق الإقليمية الأسترالية، كان أقل بكثير من المستوى الأمثل.

### السكان الأصليون
يعد السكان الأصليون في أستراليا هم الفئة الأكثر تعرضًا للسمنة في البلاد. أظهرت دراسة عام 2001 أن 31% من الأستراليين الأصليين وسكان جزر توريس ستريت كانوا يعانون من السمنة، وهو ما يعادل تقريبًا ضعف المعدل الوطني في ذلك الوقت.
أصبحت صحة ورفاهية الشباب الأصليين في أستراليا مصدر قلق متزايد. فقد أظهرت دراسة مستعرضة (فاليري، مولوني، كوتريل، هاريس، سينها وغرين، 2009) أن 46% من إجمالي المشاركين كانوا يعانون من زيادة الوزن أو السمنة. من بين هؤلاء، كان 38% يعانون من زيادة في محيط الخصر، و43% كانوا يعانون من الشواك الأسود، و27% كانوا يعانون من ارتفاع ضغط الدم. مع هذا العدد الكبير من الشباب الأصليين الذين يعانون من زيادة الوزن والسمنة، فإن ذلك يضع ضغوطًا كبيرة على النظام الصحي العام.
لاحظت دراسة أجرتها جامعة ألبرتا في عام 2006 أن 60% من الأستراليين الأصليين الذين تتجاوز أعمارهم 35 عامًا في ولاية أستراليا الغربية كانت نتائجهم إيجابية لمرض السكري. كما أن القضايا الصحية مثل أمراض القلب، والسمنة، والسكري قد خفضت متوسط العمر المتوقع للأستراليين الأصليين ليصبح أقل بـ 17 عامًا من المتوسط الوطني، وهو الفارق الذي يستمر في التوسع.
أصدر البروفيسور بول زيميت من جامعة موناش، الذي أجرى الدراسة السابقة حول معدلات السكري بين المهاجرين الآسيويين، أرقامًا في منتدى السكري لدى السكان الأصليين في مدينة ملبورن، حيث قدر أن معدل الإصابة بالسكري بسبب النظام الغذائي السيء يصل إلى 24% من جميع سكان جزر توريس ستريت، وعلّق على أنه إذا لم يتم اتخاذ خطوات إضافية مع هذه المجموعات، فإن الأستراليين الأصليين وسكان جزر توريس ستريت سينقرضون خلال 100 عام.

### السكان المهاجرون
الأفراد الذين يهاجرون إلى أستراليا من دول ذات دخل منخفض لديهم ميل أكبر لزيادة الوزن. وأشارت دراسة أجراها ديلافاري وآخرون (2012) إلى أن العديد من المجموعات المهاجرة أظهرت علامات على سلوكيات نمط حياة مفرطة السمنة بعد انتقالهم من دول ذات مؤشر تنمية بشرية منخفض إلى دول ذات مؤشر تنمية بشرية مرتفع. كما وجد أن اللاجئين السودانيين في أستراليا لديهم خطر متزايد للإصابة بالسمنة مقارنة بالسكان العامين. (ريزاو وآخرون، 2014)
المهاجرون من الجيل الأول إلى أستراليا أكثر عرضة للسمنة ولديهم معدلات أعلى من السلوكيات المتعلقة بالسمنة مقارنة بالأستراليين البيض أو الأستراليين من أصول أجنبية، التي كانت أسرهم في البلاد لأجيال على الأقل.[بحاجة لمصدر] أظهرت دراسة أجراها معهد السكري الدولي في جامعة موناش أن الآسيويين، وسكان جزر المحيط الهادئ، والمهاجرين من الشرق الأوسط الذين انتقلوا إلى أستراليا تم تشخيصهم بالسكري بمعدل أعلى من المتوسط.[بحاجة لمصدر] وقد تم تفسير الزيادة بتبني نظام غذائي غربي بدلاً من النظام الغذائي "التقليدي" الأكثر صحة في بلدانهم الأصلية، بالإضافة إلى اعتماد نمط حياة أكثر ركودًا وهو شائع في البلدان المتقدمة.[بحاجة لمصدر]

### الأطفال الأستراليون
رغم الزيادة السريعة في معدلات السمنة والوزن الزائد لدى الأطفال في أستراليا في الثمانينيات والنصف الأول من التسعينيات، فإن هذه المعدلات ظلت مستقرة إلى حد كبير خلال السنوات العشر الماضية. حيث يتم تصنيف 23 إلى 24% من الأستراليين تحت سن 18 سنة على أنهم يعانون من الوزن الزائد، و5 إلى 6% من نفس الفئة العمرية على أنهم يعانون من السمنة.
أظهرت دراسة أجراها نيكولز وآخرون (2011) أن هناك اتجاهاً نحو انخفاض الوزن الزائد والسمنة بين الأطفال في مرحلة ما قبل المدرسة في ولاية فيكتوريا، بين عامي 1999 و2007. ومن بين الأطفال الذين تبلغ أعمارهم سنتين، لوحظ انخفاض في معدلات السمنة من 13.5% في عام 1999 إلى 12.4% في عام 2007، بينما شهد الأطفال الذين تبلغ أعمارهم 3.5 سنوات انخفاضاً كبيراً من 18.5% في عام 1999 إلى 15.4% في عام 2007.
أدى الاهتمام الإعلامي المتزايد بشأن سمنة الأطفال، خاصة في عامي 2007 و2008، إلى نشر العديد من الدراسات التي تشير إلى أن معدل السمنة لدى الأطفال وصل إلى مستوى ثابت أو أن الادعاءات كانت "مبالغاً فيها". وقد أدت هذه التقارير إلى إصدار الدكتورة روسانا كابولينغوا، رئيسة الرابطة الطبية الاسترالية، بياناً تحذر فيه الأشخاص ووسائل الإعلام من "التقليل من أهمية" القضية.
أظهرت دراسة في ولاية أستراليا الغربية (بل وآخرون 2011) أن الأطفال الذين يعانون من الوزن الزائد والسمنة في المدارس الابتدائية يواجهون مشاكل طبية أكبر بسبب حالتهم الصحية. كان الأطفال الذين يعانون من الوزن الزائد والسمنة أكثر عرضة للشكوى من الاكتئاب، والقلق، والتنمر، والصداع، والسلس البولي، وآلام العضلات والمفاصل. وكان الموقع الأكثر شيوعاً لآلام العضلات والمفاصل هو الركبتين، حيث كان الأطفال الذين يعانون من الوزن الزائد أكثر عرضة 1.3 مرة والأطفال الذين يعانون من السمنة أكثر عرضة 3 مرات للشكوى مقارنةً بالأطفال الذين لديهم وزن طبيعي. كما كانت مستويات ارتفاع ضغط الدم لدى الأطفال الذين يعانون من الوزن الزائد والسمنة أعلى بشكل كبير (المجموعة الضابطة 3.4%، الوزن الزائد 7.3%، السمنة 19%)، وكذلك مستوى تحمل الجلوكوز (المجموعة الضابطة: طبيعي، الوزن الزائد 1.3%، السمنة 5.3%) وارتفاع الأنسولين (المجموعة الضابطة 8%، الوزن الزائد 19.5%، السمنة 38.9%).
وقد تم التوصية بتطبيق التدخلات الصحية العامة في خدمات رعاية الأطفال في أستراليا كإستراتيجية رئيسية للوقاية من زيادة الوزن أو السمنة لدى الأطفال، خاصة في المناطق الريفية والنائية. ويعتبر قياس انتشار السمنة بين الأطفال الذين يحضرون دور رعاية الأطفال في المناطق غير الحضرية في أستراليا أمراً مهماً بشكل خاص، حيث أن الوصول إلى موارد الوقاية من السمنة وفرص التطوير المهني لموظفي خدمات رعاية الأطفال محدود. وغالباً ما تحد القيود المالية التي تواجهها خدمات رعاية الأطفال الصغيرة في المناطق الريفية والنائية من قدرتها على تعزيز النشاط البدني والرعاية الصحية للأطفال المشاركين في خدمات رعاية الأطفال المقدمة لهم.
أظهرت الدراسة التي أجراها وولفندن وآخرون أن حوالي 17% من جميع الأطفال و25% من الأطفال الأصليين الذين يحضرون خدمات رعاية الأطفال في المناطق الريفية والإقليمية في منطقة الدراسة كانوا يعانون من الوزن الزائد أو السمنة. وتظل معدلات الانتشار هذه مرتفعة بشكل غير مقبول، مما يؤكد الحاجة إلى التدخلات الوقائية التي تستهدف السمنة في هذا السياق.
بالنسبة للسمنة في مرحلة الطفولة، يجب أخذ تأثير السياقات الأبوية والمجتمعية الأوسع في الاعتبار. فقد أظهرت الدراسات أن الأولاد الذين يعانون من الوزن الزائد يقضون وقتاً أقل بكثير بعيداً عن والديهم مقارنةً بالأولاد الذين لا يعانون من الوزن الزائد، وربما يرتبط ذلك بالحالة الاجتماعية والاقتصادية للآباء، حيث أن الأطفال الذين يعيشون مع آباء ذوي مستوى تعليمي منخفض يكونون أكثر عرضة للمعاناة من الوزن الزائد. ومن الممكن أن يكون ذلك لأن الأولاد الصغار الذين يقضون وقتاً طويلاً مع والديهم يكونون أكثر عرضة للمشاركة في الأنشطة المستقرة مثل مشاهدة التلفزيون أو لعب ألعاب الفيديو بدلاً من المشاركة في أي نوع من الأنشطة البدنية.
وجدت دراسة أجراها جونز وآخرون (2010) أن السنوات الدراسية المبكرة قد تكون الوقت الذي تبدأ فيه خصائص الطفل والوالدين والمجتمع بالاختلاف بين الأطفال الذين يعانون من الوزن الزائد وغيرهم من الأطفال، وقد يكون هذا الوقت هو الأنسب لاستهداف السياقات الأبوية والمجتمعية الأوسع التي تؤثر على الأطفال الذين يعانون من الوزن الزائد والسمنة.
أظهرت دراسة أجراها معهد الصحة العامة السويسري في عام 2014 ارتباطاً واضحاً بين انتشار السمنة بين الأطفال في المدارس الذين ينتمون إلى طبقات اجتماعية واقتصادية منخفضة في أستراليا. في عام 2006، وُجد أن الأطفال الذين ينتمون إلى طبقات اجتماعية واقتصادية منخفضة كانوا أكثر عرضة للإصابة بالسمنة بمقدار 2.22 مرة مقارنةً بأقرانهم من الطبقات الاجتماعية والاقتصادية العالية. كما تم اكتشاف أن هؤلاء الأطفال من الطبقات الاجتماعية والاقتصادية المنخفضة كانوا أكثر عرضة للإصابة بالسمنة بمقدار 2.20 مرة في عام 2012.

## السكري وتكلفة السمنة
في مايو 2008، أخبرت "جمعية السكري الأسترالية"، الهيئة الوطنية المعنية بالتوعية والوقاية من السكري، مجلس نواب أستراليا أن تكلفة السمنة على نظام الصحة في البلاد في عام 2005 كانت تقدر بحوالي 25 مليار دولار أسترالي (20 مليار دولار أمريكي). وفي أغسطس 2008، ارتفعت تقديرات جمعية السكري الأسترالية لتتجاوز ضعف المبلغ إلى 58 مليار دولار أسترالي (46 مليار دولار أمريكي)، مع الأخذ في الاعتبار ليس فقط تكاليف الرعاية الصحية، ولكن أيضاً إنتاجية العمل وتكاليف أخرى متعلقة بجودة الحياة.
في عام 2003، ارتفع عدد الأستراليين المصابين بمرض السكري من النوع 2 ليصل إلى ما يقرب من مليون لأول مرة. بالإضافة إلى ذلك، تم حساب عدد مرضى السكري من النوع 2 الذين تم تشخيصهم فقط بناءً على وزنهم في عام 2007 بـ 242,000 مريض، مما يمثل زيادة بنسبة 137% في الحالات مقارنة بالسنوات الثلاث السابقة.
في عام 2008، باستخدام مقياس مؤشر كتلة الجسم، كلف الأستراليون المصابون بالسمنة (بشكل مباشر وغير مباشر) البلاد 8.3 مليار دولار. من بين هذا المبلغ، كانت تكلفة النظام الصحي 2.0 مليار دولار.

## استجابة الحكومة
في أبريل 2008، أضافت الحكومة الفيدرالية الأسترالية السمنة إلى قائمة "الأولويات الصحية الوطنية"، مما رفعها رسميًا إلى نفس مستوى الاهتمام الذي يُعطى للأمراض القاتلة الأخرى مثل السرطان وأمراض القلب والسكري. في 1 يونيو 2009، نُشرت أول ملاحظات برلمانية بشأن السمنة في أستراليا، حيث أوصت اللجنة الدائمة للصحة والشيخوخة بـ 20 إجراءً يجب أن تنظر فيها الحكومة الفيدرالية، بما في ذلك تقديم حوافز ضريبية لجعل الفواكه والخضروات الصحية أكثر قدرة على التحمل بالنسبة للأستراليين، ودفع الحكومة للعمل مع صناعة الغذاء لتقليل مستويات الدهون والسكر في الأطعمة المعالجة الحالية. شملت هذه التوصيات مجموعة من القضايا التي تؤثر على السمنة في أستراليا. وقد وافقت الحكومة على الغالبية العظمى من التوصيات، بما في ذلك الاستمرار في دعم برنامج "الأنشطة بعد المدرسة" الذي ساعد المزيد من الأطفال على تبني مواقف أكثر إيجابية تجاه النشاط البدني، والاتفاق على تطوير إرشادات تخطيط حضري موحدة تركز على إنشاء بيئات تشجع الأستراليين على أن يكونوا أصحاء ونشيطين.
كانت حكومة حزب العمل السابقة تحت قيادة رئيسة الوزراء جوليا غيلارد ترغب في معالجة مشكلة السمنة في أستراليا من خلال تقديم إعانات ضريبية لتمويل اشتراكات الأندية الرياضية للأشخاص الذين يرغبون في فقدان الوزن. كما كان لدى مجموعتها الرقابية، "قوة المهام الصحية الوقائية الوطنية"، رغبة في استهداف السمنة في مرحلة الطفولة من خلال حظر الإعلانات الخاصة بالأطعمة غير الصحية خلال فترات النهار، عندما يتم بث معظم البرامج التلفزيونية للأطفال.
في أغسطس 2008، أعلنت حكومة نيوساوث ويلز أنها ستغطي تكلفة جراحة إنقاص الوزن للمرضى الذين يعانون من السمنة المفرطة، لتكون أول ولاية تعلن عن مثل هذا القرار. يحتاج معظم الأستراليين الذين يرغبون في إجراء مثل هذه الجراحة إلى التوجه إلى مستشفى خاص ودفع تكلفة الإجراء بأنفسهم، والتي تصل إلى 10,000 دولار أسترالي (10,000 دولار أمريكي). تشير دراسة في ولاية أستراليا الغربية إلى أن عدد المرضى الذين خضعوا لجراحة إنقاص الوزن قد زاد بمقدار 20 ضعفاً في العشرين سنة الماضية، حيث اختار تسعة من كل عشرة مرضى إجراء ربط المعدة.
وفقاً لجمعية السمنة الأسترالية، إذا استمرت معدلات السمنة في أستراليا بالنمو بنفس المعدل الحالي في العقود القادمة، فمن الممكن أن تنمو التكاليف الصحية والاقتصادية الناجمة عن السمنة إلى مستويات غير قابلة للتحمل.